# Батаклан
«Батакла́н» (фр. Bataclan) — театр в Париже, расположенный на бульваре Вольтера, 50 в XI округе.

## История

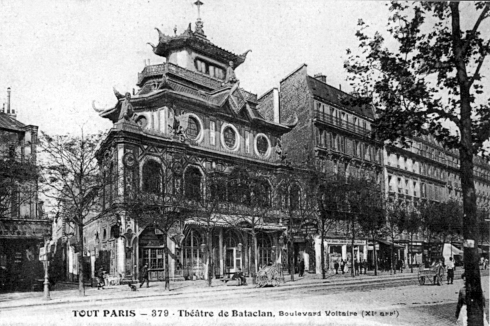
Батаклан с оригинальной пагодой. Фотография около 1900 года

«Батаклан» возник как большое кафе-шантан в стиле шинуазри, вдохновлённое китайской архитектурой. На первом этаже располагалось кафе с театром, над ним же находился большой танцевальный зал. Открытие театра состоялось 3 февраля 1865 года, после чего он многократно менял своего владельца. В частности, здесь начинал свою карьеру и певец Морис Шевалье.
В 1926 году здание было продано и превращено в кинотеатр, который в 1933 году пострадал в результате пожара. Оригинальное здание было частично разрушено.
В 1950 году в соответствии с новыми стандартами безопасности здание было частично демонтировано, а в 1969 году кинотеатр был закрыт. C 1983 года функционирует как концертный зал, особенно популярен в рок-музыкальной среде.
В 2006 году фасад театра был перекрашен в аутентичные цвета, которые театр давно потерял, но оригинальная пагода не была восстановлена.
Вечером 13 ноября 2015 года параллельно с рядом других террористических атак в Париже в «Батаклане» произошла стрельба. В это время там выступала американская рок-группа Eagles of Death Metal, и в зале был аншлаг. Три террориста проникли в здание и расстреливали зрителей. В ходе спецоперации террористы были либо убиты, либо привели в действие пояса смертников. При нападении погибло 89 зрителей концерта, ранения получили более 200 человек.
12 ноября 2016 года концертом Стинга «Батаклан» был впервые открыт после теракта.

## Галерея

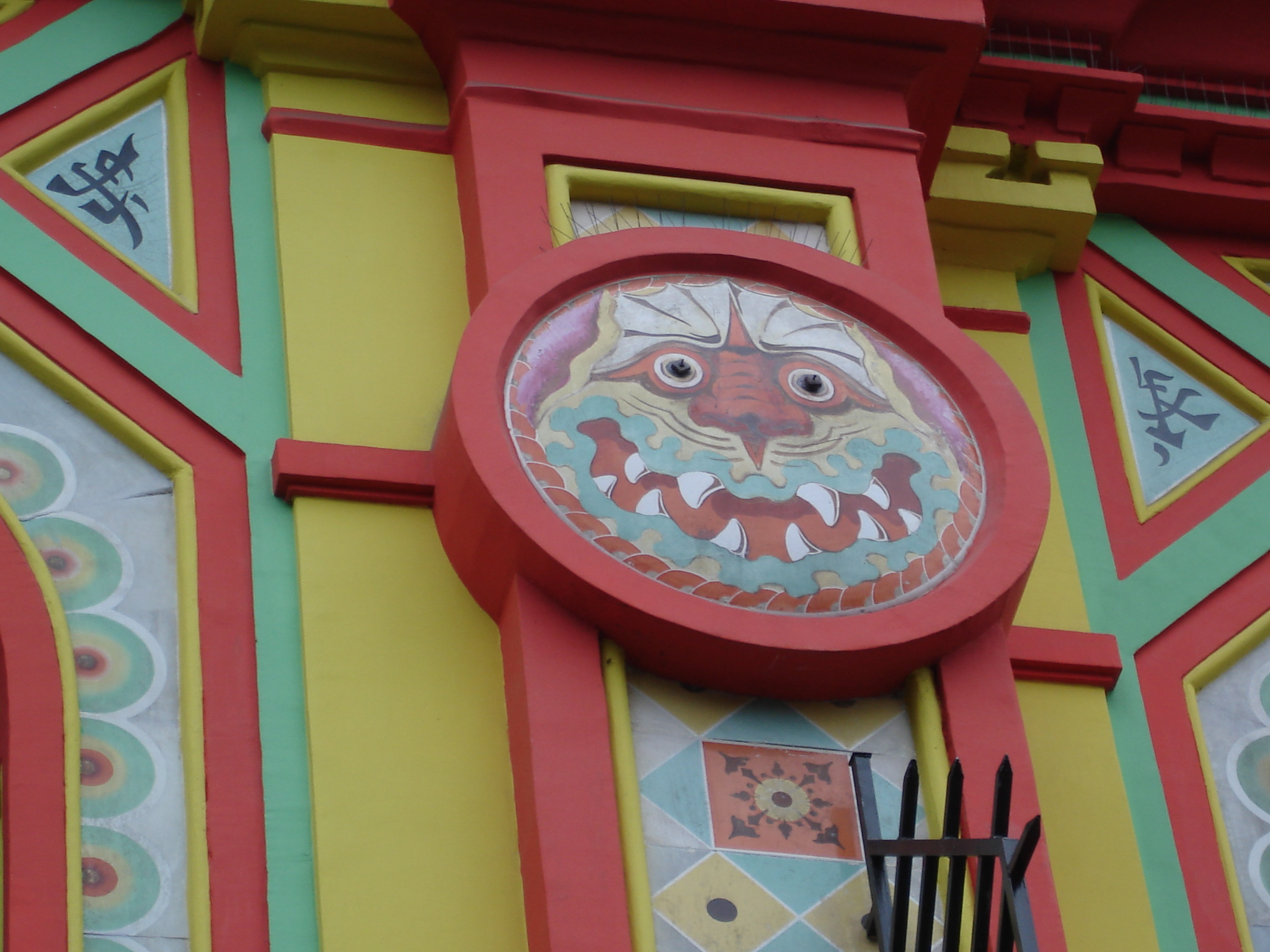
Элемент стены театра
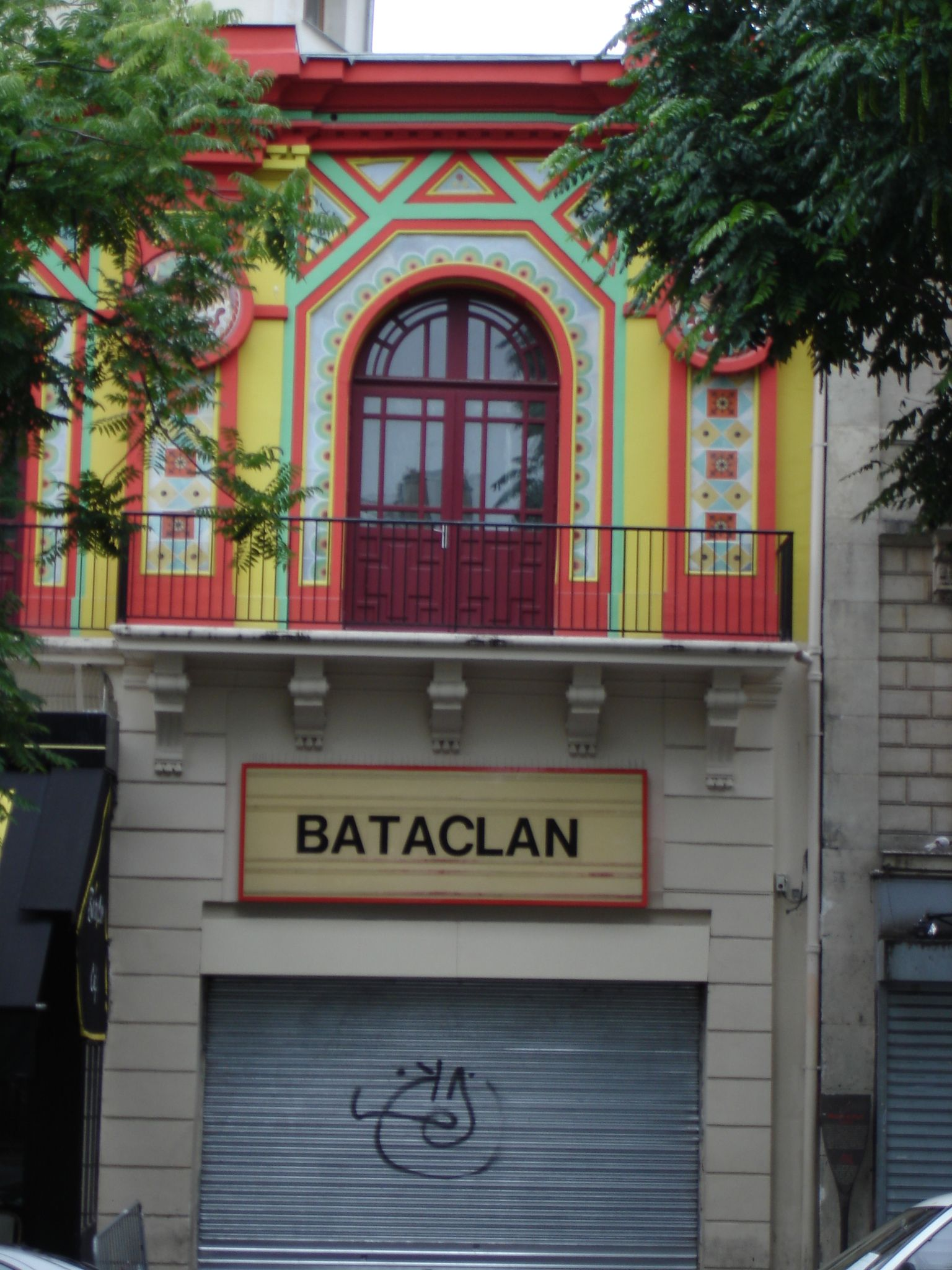
Элемент стены театра
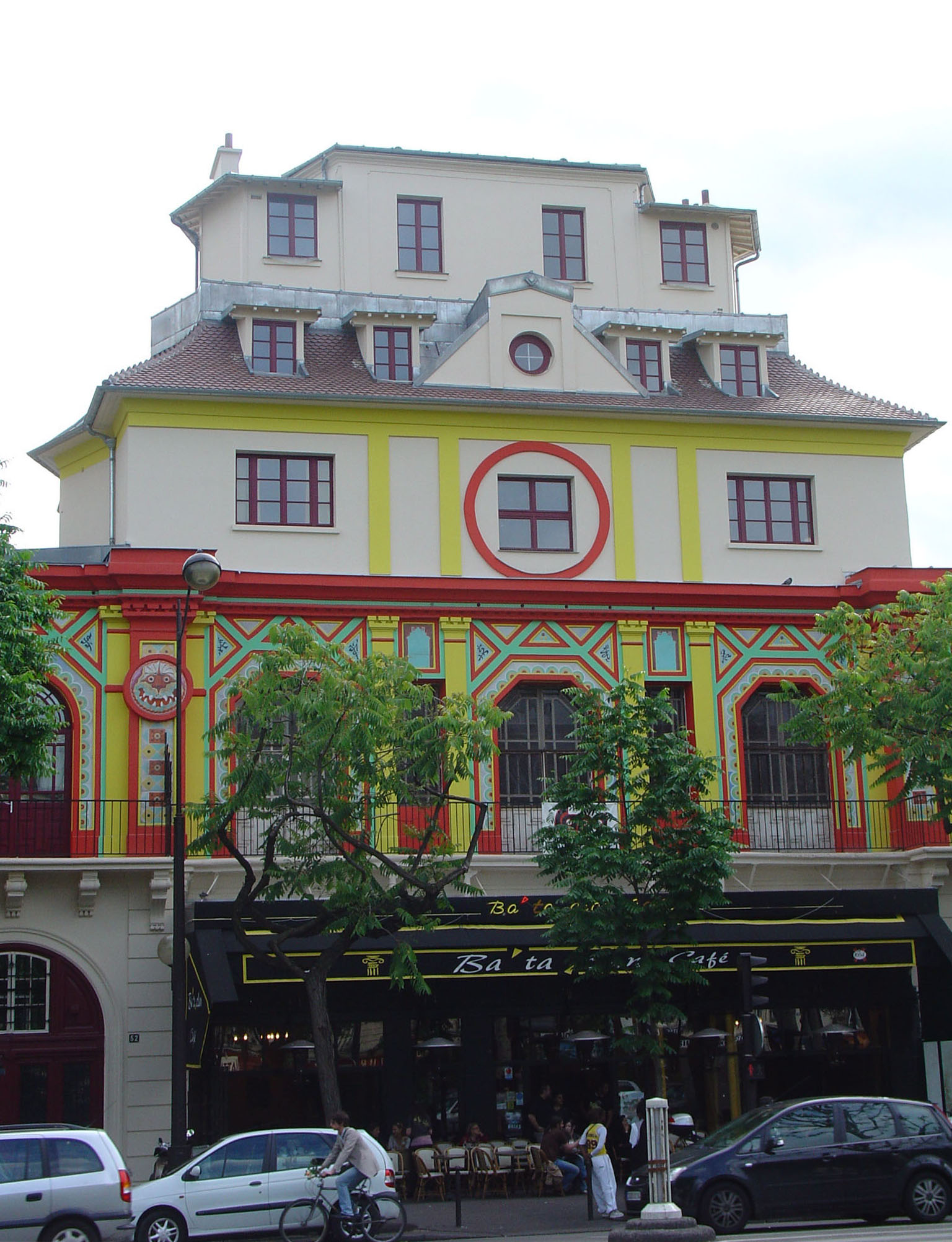
Здание во время перекраски фасада. 2006 год.
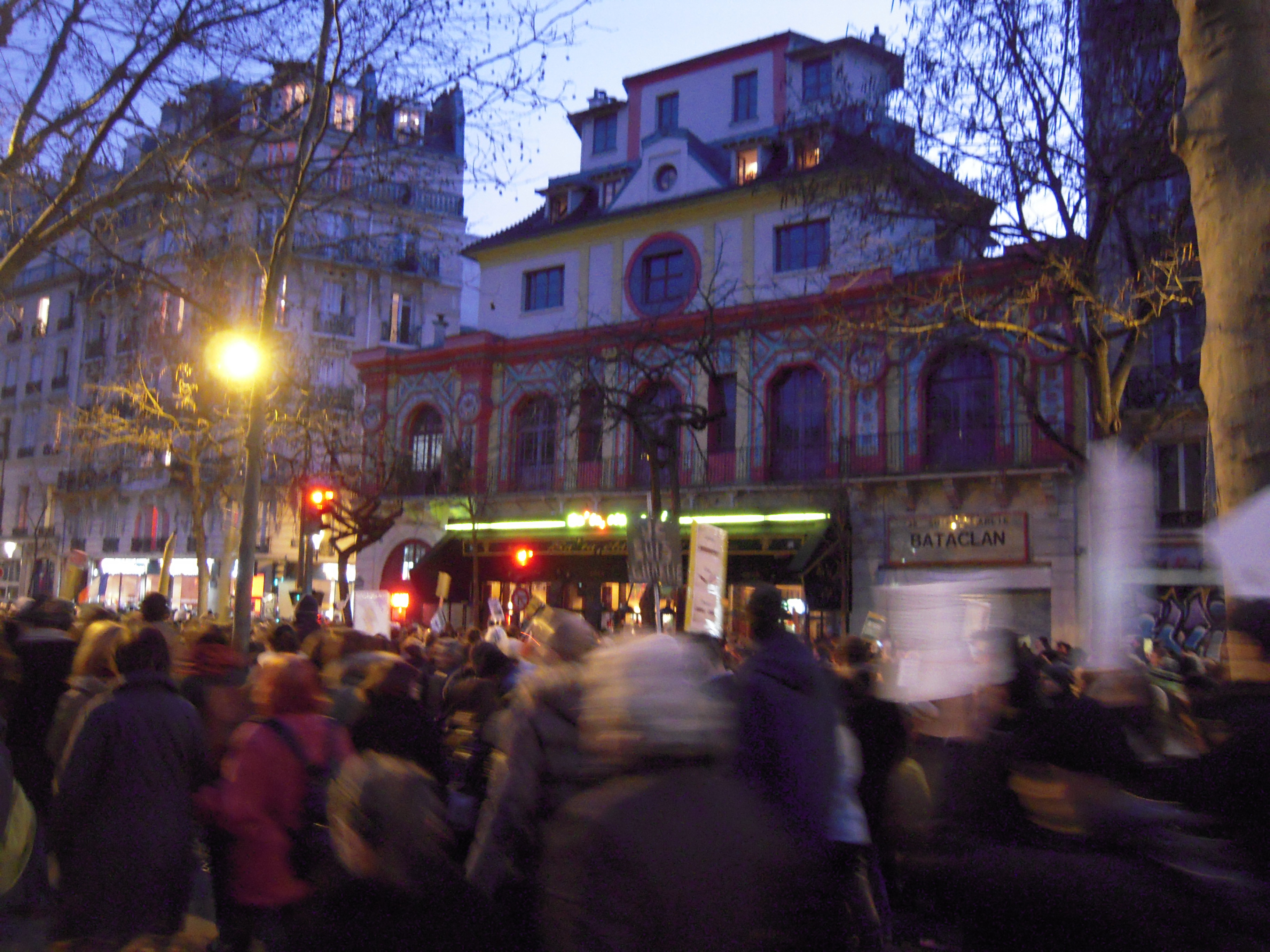
Шествие в память жертв террористического акта в редакции Charlie Hebdo. 11 января 2015 года.

## Документальные фильмы
- 2016 — Батаклан: Жизнь на сцене (фр. Bataclan: Une vie de spectacles) (реж. Филипп Манёвр (фр. Philippe Manœuvre), Стефан Бассе (фр. Stéphane Basset)